# Lau Barus Baru
Lau Barus Baru is een bestuurslaag in het regentschap Deli Serdang van de provincie Noord-Sumatra, Indonesië. Lau Barus Baru telt 2723 inwoners (volkstelling 2010).